# Trochulus oreinos
Trochulus oreinos es una especie de molusco gasterópodo de la familia Hygromiidae en el orden de los Stylommatophora.

## Distribución geográfica
Es endémica de Austria.  